# Laperrière-sur-Saône
Laperrière-sur-Saône är en kommun i departementet Côte-d'Or i regionen Bourgogne-Franche-Comté i östra Frankrike. Kommunen ligger i kantonen Saint-Jean-de-Losne som tillhör arrondissementet Beaune. År 2022 hade Laperrière-sur-Saône 429 invånare.

## Befolkningsutveckling
Antalet invånare i kommunen Laperrière-sur-Saône
Referens:INSEE